# Zanclorhynchidae
Die Zanclorhynchidae sind eine Fischfamilie aus der Ordnung der Barschartigen (Perciformes), die mit drei Arten im Meer um Neuseeland und bei den subantarktischen Inseln und Inselgruppen Prinz-Edward, Kerguelen, Crozet, Heard und Macquarie vorkommt. Die Fische leben in Tiefen von 2 bis 1000 Metern und sind träge Bodenbewohner.

## Merkmale
Die drei Arten sind träge Bodenbewohner, erreichen Längen von 15 bis 40 cm und haben einen mäßig langen, seitlich abgeflachten Rumpf und eine spitz zulaufende Schnauze. Die Rückenflosse ist bei Alertichthys durch eine deutliche Einbuchtung in einen vorderen stachligen und einen hinteren weichstrahlige Abschnitt geteilt. Bei Zanclorhynchus sind zwei Rückenflossen vorhanden. Von den nah verwandten Schweinsfischen (Congiopodus) unterscheiden sich die Zanclorhynchidae durch die Struktur des paarigen Scheitelbeins, die Lage, Form und Größe der Supraoccipitale (ein Knochen des Hirnschädels) und die Position dieser Knochen in Bezug auf die vorderen Stacheln der Rückenflosse.

## Systematik
Die Familie Zanclorhynchidae wurde 2001 durch den russischen Ichthyologen Sergey A. Mandrytsa in seiner Doktorarbeit über das Seitenliniensystem der Drachenkopfverwandten (Scorpaenoidei) eingeführt. Die japanischen Ichthyologen Nozomi Ishii und Hisashi Imamura machten daraus eine Unterfamilie (für Alertichthys und Zanclorhynchus) und stellten sie innerhalb der Familie der Schweinsfische (Congiopodidae) der Unterfamilie Congiopodinae (für die Typusgattung Congiopodus) als Schwestergruppe zur Seite. Im Lauf der Zeit setzte es sich allerdings durch die Zanclorhynchidae als eigenständige Familie anzuerkennen. Congiopodidae und Zanclorhynchidae sind Schwestergruppen.

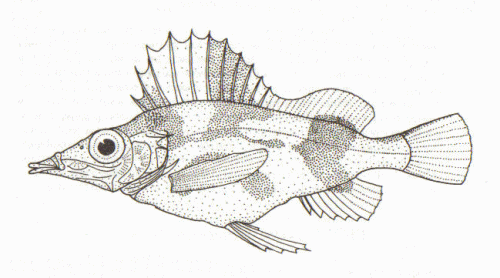
Alertichthys blacki

## Gattungen und Arten
- Gattung Alertichthys Moreland, 1960
  - Alertichthys blacki Moreland, 1960
- Gattung Zanclorhynchus Günther, 1880
  - Zanclorhynchus chereshnevi Balushkin & Zhukov, 2016
  - Zanclorhynchus spinifer Günther, 1880

## Belege
1. 1 2 3  Olga S. Voskoboinikova, Mikhail Yu. Zhukov: Comparative osteology of the superfamily Congiopodoidea (Pisces: Scorpaenoidei). In: Zoomorphology. Band 140, 2021, S. 373–385, doi:10.1007/s00435-021-00537-1
2. ↑  Sergey Anatolyevich Mandrytsa: Lateral line system and classification of scorpaenoid fishes (Scorpaeniformes: Scorpaenoidei). Ph.D. dissertation, Perm University, Perm 2001. (393 S)
3. ↑  Nozomi Ishii, Hisashi Imamura: Phylogeny of the family Congiopodidae (Perciformes: Scorpaenoidea), with a proposal of new classification. In: Ichthyological Research. Vol. 55, Nr. 2, Mai 2008, doi:10.1007/s10228-007-0014-1.
4. ↑  Zanclorhynchidae auf Fishbase.org (englisch)
5. ↑  Ricardo Betancur-R, Edward O. Wiley, Gloria Arratia, Arturo Acero, Nicolas Bailly, Masaki Miya, Guillaume Lecointre, Guillermo Ortí: Phylogenetic classification of bony fishes. In: BMC Evolutionary Biology. BMC series – Juli 2017, doi:10.1186/s12862-017-0958-3 (bmcevolbiol.biomedcentral.com)
6. ↑  R. Fricke, W. N. Eschmeyer, R. Van der Laan (Hrsg.): Eschmeyer's Catalog of Fishes Classification. 2021. (calacademy.org)